# 余沛康
余沛康（Yu Pui Hong，1995年2月7日—），生於香港，香港足球運動員，司職左後衛，現時效力香港超級聯賽球會九龍城。

## 球會生涯
余沛康生於香港，到2014年夏季獲母會東方外借至港超聯地區球會黃大仙，並協助球會獲得聯賽第8名留級成功，但最終黃大仙都在2015/16球季排行榜尾，需要降級至甲組聯賽，直到球季完結後，余沛康選擇與數名黃大仙隊友轉會至新組成的港超聯球會標準灝天，結果他於職業生涯第二季在各項賽事上陣18場，還於季尾協助標準灝天於11支球隊中獲得第9護級成功，可是球隊最終因交還管理權問題而解散，解散後他轉會至新組成的港超聯球會理文，並在2018年3月3日對香港飛馬的聯賽，於65分鐘於門前頭槌破網取得其首個港超聯入球，可是結果理文以2–3落敗。
2024–25球季，余沛康加盟升班馬九龍城。

## 國際賽生涯
在2016年7月15日，余沛康獲香港U21代表隊徵召岀戰在新加坡舉行的新加坡四國賽，可是他在7月23日對烏茲別克國家隊的季軍戰時，在開賽僅3分鐘便因犯規直接領紅牌被逐，最後香港以0–4大敗。
2018年8月23日，雅加達亞運足球16強，香港U23足球隊對烏茲別克，余沛康正選上陣，完半場前余沛康鞋底行先鏟中對手，球證疑判罰過嚴直紅趕他出場，少踢一人之下，香港以0–3大敗。

## 榮譽
理文
- 香港超級聯賽冠軍（2023–24季度）

東方
- 香港丙組聯賽冠軍（2010–11、2011–12季度）

## 外部連結
- 香港足球總會網頁球員註冊資料 （页面存档备份，存于）